# Luis Orlando López
Luis Orlando López, nacido en Toledo (Norte de Santander), es un exjugador de fútbol colombiano. En la actualidad es técnico de divisiones juveniles del Cúcuta Deportivo y la liga de Fútbol de Norte de Santander. Es considerado el primer jugador nacido en Toledo, Norte de Santander en llegar al fútbol profesional de Colombia

## Trayectoria
Se destacó por su posición como mediocampista en equipos como el Junior de Barranquilla subcampeón 1999, el Atlético Bucaramanga que participó en Copa Libertadores 1998 y el Cúcuta Deportivo 1996.En este último equipo, se destacó por hacer parte del primer Cúcuta Deportivo que logró el ascenso en el año 1996 con figuras como Arnoldo el guajiro Iguarán En el año 2000 vivió un accidente automovilístico mientras se desplazaba de Arauca hacia Cúcuta luego de un partido amistoso que lo dejó en cuidados intensivo durante 17 días y del cual logró sobrevivir.
Luego de su retiro del fútbol, se ha dedicado a la dirección de la selección Norte de Fútbol, las divisiones inferiores del Cúcuta Deportivo y en el 2019 dirigió al Cúcuta Deportivo Femenino.